# Иван Богоров
Иван Андреев Бого̀ров (или Богоев) е виден български енциклопедист от Възраждането, създател на български вестник, почетен член на Българското книжовно дружество (дн. БАН, 1884). Той е един от най-убедените български пуристи и се бори десетки години срещу навлизането в езика на чуждици, най-вече срещу гърцизмите, както и срещу вливането на множество русизми в оформящия се български книжовен език.
По образование е медик, но се занимава и с промишленост, икономика, стопански въпроси, транспорт, география, журналистика и езикознание.

## Биография

### Млади години и образование
Иван Богоров е роден през 1820 година в Карлово във видно местно семейство. Баща му е Андрея Хадживасилев, а майка му Дона е сестра на търговеца Иван Гешов, който се премества в Пловдив и поставя началото на рода Гешови.
Богоров учи в родния си град, във Велика народна школа на вселенската патриаршия в Куручешме, Цариград, където са учили Георги Раковски, Алеко Богориди и Сава Доброплодни. На 19 години (1840 – 43) учи в Ришельовския лицей в Одеса, училище и на Найден Геров, Ботьо Петков и Добри Чинтулов. Следва химия в Лайпциг (1845 – 47), завършва медицина в Париж (1855 – 58). Живее в Цариград, Пловдив, Букурещ и др. Учителства в Стара Загора (1844) и Шумен (1852 – 53). През 1867 участва в Славянския конгрес в Москва. През 1841 г. издава българския герб („царски беляз“) от книгата на Христофор Жефарович. 

### Обществена дейност
Известно време пътува през Букурещ, Свищов, Търново, Габрово, Изворник и накрая се установява в Ески Заара. Опитва се да убеди българите из тези градове да учат български, а не гръцки. В Ески Заара остава само една година, заради разделението сред учениците, породено от гръцкия учител. По това време написва първата граматика на българския език, която след преместването си в Букурещ отпечатва под името „Първичка българска граматика“ (1844 г.). Заминава за Лайпциг, където издава първия български вестник „Българский орел“ (1846 г. – две години след първото българско списание „Любословие“ на Константин Фотинов). Връща се в Цариград, където 3 години пише в „Цариградски вестник“. След това заминава за Париж, за да учи медицина. Установява се в Пловдив където е лекар и издател на списание „Журнал за наука, занаяти и търговия“. По-късно в Букурещ издава вестник „Народност“ и подготвя „Академичен български речник“. В Цариград сътрудничи на вестник „Турция“. В Пловдив издава „Книговище за прочитание“ и „Селски лекар“. Написва „Упътване за български език“ и „Чисто-българска наковалня за сладкодумство“. По време на Руско-турската война служи като преводач.

## Възгледи
Иван Богоров е един от най-убедените български пуристи. Той се бори десетки години срещу навлизането в езика на чуждици, и най-вече срещу гърцизмите, както и срещу вливането на множество русизми в оформящия се български книжовен език. Богоров пуска в книжовна употреба редица народни думи и се опитва да въведе много нови думи, с които да замени чуждите. Често пуризмът на Богоров се свързва подигравателно с израза „драсни-пални-клечица“ за „кибрит“. Самият Богоров изброява няколко народни думи за „кибрит“: паличе, палерка и други, а сам той предлага огниво. В „Наковалня“ изразът „клечица драсни-пални“ е представен от Богоров като израз вместо израза „клечица кибрит“. Във Великотърновския исторически музей, раздел „Нова и най-нова история“ в залата посветена на войните сред вещите на войници може да бъде видяна кутийка кибрит с надпис" Български пали-дръвца" което показва че макар и за кратко замяната е имала частичен успех.
Богоров е първият български книжовник, който поддържа навсякъде писане на думите според народния им изговор вместо с църковнославянския или руския: български, тъкмо, мъка, лък, кръв, бъден, ред вместо болгарский, токмо, мука, лук, кров, будущий, ряд.
Д-р Иван Богоров се нарежда сред най-личните градители на новобългарския книжовен език, сътворявайки голям брой нови думи на основата на вече съществуващи в народния език думи и начини на словообразуване. Приносът му към българския език е оценен от други бележити книжовни дейци. В 1919 година Иван Вазов казва:
| „ | „Да, тогава Богоров трябваше, сега сто Богоровци трябват – те да ни разсмиват, но и ще ни стряскат, ще ни поправят, защото всички сега – турям и себе си в това число – грешим против чистотата на езика.“ | “ |

Много от въведените от Богоров думи (предимство, приемлив и други) поради незнание и подценяване често се приписват на по-късни български книжовници (най-вече на Александър Теодоров-Балан).

### Мисли на Богоров за българския език и руското вливане
| „ | Русите са крият под булото на Славяни да разпростират Руският език, между сичките славянски народи уж с име панславизъм, а по-добре с име панрусизъм... А най-злото е, че тии ако и да не налитат толкова на нас, ний сами, без да са усетим, слугуваме на панруската им мисъл, и са затичаме да правим писмовният наш език Руско-Български, та им ставаме слепи подлизурки без да щем. | “ |

| „ | Най-лесно можем да отредим един общ език говорни и писмовни, като избегнем докрай Руският, защото тук разликата стои в думите; с рѐчи булка, спор, сад, един Русец разумява: хляб, препирня, градина, когато един Българин разбира невяста, умножаване [изобилие], ново лозе... | “ |

### Някои думи, въведени от Богоров
(Думите, дадени с удебелени букви се използват и днес, някои и във всекидневната реч)'
- азство (егоизъм; личност, самоличност, персоналност; идентичност)
- азар (егоист)
- азарски (егоистичен)
- бездеен
- беляз (вм. рус. герб; картина)
- бивалица (история)
- вестник
- вестникар
- гостилня (хотел)
- гостилник (хотелиер)
- деен
- дейност
- деец
- дъждобран
- земеопис (география)
- кланица (касапница)
- книговище (библиотека)
- книжнина (литература)
- обноски
- правѝлник (автор)
- пратеник
- предимствен
- предимство
- приемлив
- приемливост
- познавач
- 'чакалня
- часовник (сахат)
- сегашно време
- минало (заминало, преминало) време
- редилник (вм. рус. правилник)
- небиваличен (митичен, нереален, неисторичен)
- застан (станция, гара)
- денник (дневник, журнал)
- отсебен (специален)
- правачница (фр. фабрика, рус. завод)
- четец (читател)
- многопътен (многократен)
- прочетник (рус. читател)
- еднопътен (еднократен)
- самосебен (собствен, специфичен, специален)
- наговор (рус. заговор)
- крайка (точка, пункт)
- прязпол (профил)
- прѝлич (образец, модел)
- сподялба (причастие)
- биватно (съществително)
- обрезд (характер)
- белезач (художник, рисувач)
- брездеж (чертеж)
- брездач (чертожник)
- лъчитба (химия)
- присъщие (рус. „присъствие“)
- бивност (рус. „присъствие“)
- градство (политика)
- ветреник (газ)
- притурно име(прилагателно)
- свърз (съюз)
- свързник (съюзник)
- свръзка (копула)
- свръшка (окончание)
- четно име (числително име)
- плув (кораб)
- самосвет (фотография)
- самосветар (фотограф)
- държавство (политика)
- владалство (политика)
- питен, попитен, питатен (въпросителен)
- ставица (определителен член)
- словница (граматика)
- лѐкарство (медицина)
- искреник (електричество)
- гледобод (гледна точка)
- чудатен (удивителен)
- забележка
- самоплув (параход)
- провадилня (рус. посолство)
- провдничество (рус. посолство)
- средореч (рус. междуметие)
- вместоиме (рус. местоимение)
- запирка (рус. запетая)
- запиратен (рус. препинателен)
- дватачен (вм. рус. четен; двойствен)
- почетлив (вм. рус. уважаем)
- тачлив (вм. рус. уважаем)
- тръпен (пасивен, страдателен)
- мини-брод (паспорт)
- пътулка (паспорт, тескере)
- зададка (рус. задача)
- училня (училище, школа)
- училник (учител)
- скъсене (абревиатура, рус. съкращение)
- трикътник (днес: триъгълник)
- словник (текст)
- вършатен (действителен, деятелен)
- бездейност
- съдейност
- сторност, струватност (вм. „стойност“, което е от рус.)
- отговорник (ответник)
- самораст (природа, натура)
- саморастен (природен, натурален, физически)
- разноски (харчове)
- пла̀тен (материален)
- тъкмост (точност)
- презръчница (заведение)
- самоуправа (автономия)
- стопанствен (притежателен)
- народоуправа (република)
- народосбор (парламент)
- преизповед (протест)
- преизповедник (протестант)
- преизповядам (протестирам)
- писмар (секретар)
- писачница (редакция)
- цветило (боя)
- каквина (качество)
- колчавина (количество)
- сбирност, събирливост (вместимост, емкост)
- цветарник (саксия)
- основник (елемент)
- ставник (елемент)
- въгленик (въглерод)
- водиник (водород)
- кислиник (кислород)
- затривач (убиец)
- опорник (противник)
- обаждатно клонене (изявително наклонение)
- сговарятно клонене (условно наклонение)
- молач (вм. тъжител)
- лицевен (персонален)
- свърз (рус. съюз)
- придръжност (рус. зависимост)
- придръжен (рус. зависим)
- шестолик (куб)
- казало (рус. сказуемо)
- изведнъжен (внезапен)
- еднодружен (взаимен)
- сторник (фактор)
- словник (текст)
- равноденник (екватор)
- пладник (меридиан)
- поврътник (тропик)

- едномерен, еднаквомерен (пропорционален)
- бивалник, биваличник, биваличар (историк)
- непрекоречлив (рус. неоспорим, безпрекословен)

### Примери за употреба на народни думи у Богоров
- бодка; бодки (тур. пара, лат. монета; пари)
- молба
- бележа (и в смисъл на „знача“)
- забелязвам, забележвам
- обичен
- смет (тур. „боклук“)
- бележка
- книжовен (рус. от гр. „грамотен“)
- гледка (рус. „зрелище“, тур. „сеир“)
- сбъдник (който държи на своето)
- хром (тур. „куц“)
- вещ (знаещ)
- свяст (вм. рус. „съвест“, „съзнание“)
- шатър (вместо турското „чадър“)
- шаторник (чергар, номад)
- окол (рус. „окръжност“)
- кът
- подпрег (тур. колан)
- паличе, палерка (кибрит)
- пригода (рус. удобство, удоволствие; араб.-тур. „кеф“)
- отволявам (рус. удовлетворение)
- лих (лош, несгоден; тур. тек, рус. нечетен)
- загуба
- пригледвам (рус. „проверявам“)
- слово (според народния език: слово = „буква“, „текст“)
- словце (буква, буквичка)
- печалба
- верига (тур. синджир)
- почит
- валка (вм. „топка“, което е от тур.)
- бащиния (вм. „отечество“; защото „отец“ = „поп“ в народния език !)
- мъзда (рус. „награда“)
- дарило (рус. „награда“)
- отрив (тур. „сапун“)
- поревка (перс.-тур. „ищах“, рус. „охота“; каприз)
- ревне ми са (гр. харесва ми)
- честит (рус. щастлив, тур. късметлия)
- чест (тур. късмет, рус, щастие)
- честитост (благополучие)
- кълка (бут)
- искатен (желателен)
- пряпорец (знаме; тур. байрак; флаг)
- разкол (тур. мегдан, рус. площад)
- челяд (рус. семейство)
- челяден (рус. семеен)
- гадка (рус. задача, гр. проблема)
- вреден (рус. способен)
- вредност (рус. способност)
- вреднувам (струвам; важа)
- здравнина (сигурност)
- същин, същина (същност)
- брезня (лат. линия)
- брездя (чертая)
- брезда (черта, линия)
- пруст (салон)
- отдвор (зала, салон)
- став (част, член)
- свойщина (характерна черта, осбеност)
- имовина (рус.имущество)
- валка (тур. топка)
- цветосвам (тур. боядисвам)
- отсек, отсека (рус. решение)
- почак (рус. срок)
- пределям (определям; ограничавам)
- слог (рус. граница)
- багрило, багрилка (тур. боя)
- шарило (тур. боя)
- кръстак, кръстаче (квадрат)
- животен (жизнен; общителен, любезен)
- наплата (спица)
- пречник (диаметър)
- връшник (свод)
- раздалеч (рус. разстояние, лат. дистанция)
- разстъп (рус. разстояние, лат. дистанция)
- дохватка (рус. доказателство)
- износен, поносен (полезен)
- напреднина (успех, напредък)
- извръстен (превъзходен)
- едностаен, едностанен (постоянен)
- становит (масивен)
- бод (рус. точка, пункт)
- токо-речи (рус. почти)
- тач, тачене (рус. уважение)
- размет (разпределение; рус.разбор)
- разлог (план, схема; разположение)
- строй (тип, сорт)
- обръжвам (рус. въоръжавам)
- оръжвам (рус. оборудвам, снаряжавам)
- снабавям (рус. снабдявам, доставям)
- умовити похватности („интелектуални способности“)
- прекореча (рус. противореча)
- прекоречене (рус. противоречие)
- прекоречен (рус. противоречив)
- родлив (плодороден)
- разноска (тур. „харч“, рус. „разход“)
- чет (число)
- стопаня, стопанявам (притежавам)
- отсебвам (рус.обособявам)
- възвара (рус.брожение)
- показ (пример; образец)
- приглед (рус. образец, тур. юрнек, гр.парадигма)
- вишен (рус. висш)
- глед (рус. зрение)
- самострел (арбалет)
- чуене (рус. звучене)
- звънтлив (рус. звучен)
- отзорявам, отзарнувам (рус. отразявам)
- можен (възможен)
- можност (възможност)
- неможност (невъзможност)
- зарнувам (излъчвам лъчи)
- яра (рус. „зарево“)
- зара (лъч)
- заможен, замощен (рус. състоятелен, рус. способен; възможен)
- замощност (възможност)
- вреден (рус. способен)
- вредност (рус. способност)
- пазухник (тур. джоб)
- връст (рус. възраст)
- пора (вм. рус. възраст)
- ука (наука, учение; вм. рус. „урок“, в народния език „урок“ = „уроки“)
- почак (рус. „срок“)
- чудовен (рус. „удивителен“)
- непрекъснат (вм. рус. „непреривен“)
- ред (рус. „състояние“)
- заемувач (кредитор)
- на̀ред (правило)
- видовен (видим)
- бележит
- залог
- лучене, мерене (вм. нем.-рус. „цел“)
- обтока (тур. „гайтан“)
- подплата (тур. „хастар“)
- целина (вм. рус. „материк“)
- наумен (у Богоров: „абстрактен, субективен“; иначе: „идеен, концептуален, понятиен“, от „наум“ = „идея, понятие, концепция, представа“)
- знатен, знаятен (знаещ, вещ)
- дея (действам)
- разобаждам (съобщавам)
- дълг
- потъкмяване (договор)
- купило (рус. „покупка“)
- наречница (орисница)
- съ̀дба (рус. „съждение“; „съдебен процес“)
- омисъл (съмнение; рус. „подозрение“)
- гузни ма (съмнявам се; рус. „подозирам“)
- отхрана (рус. „възпитание“)
- подадене (дарба, талант, качество)
- уреден (правилен; рус. „изряден“)
- уредба (система)
- запис
- диха (същество)
- стройник (посредник)
- сетнина (рус. „последствие“, лат. „резултат“)
- отглашане (рус. „отзив“)
- стъкленица (рус. „бутилка“, тур. „шише“)
- надържане (твърдение)
- надържам (твърдя)
- увярване (приемане за вярно; доверие; удостоверение)

## Памет
На Иван Богоров е наречена улица в квартал „Сухата река“ в София (Карта).

## Творчество
- „Български народни песни и пословици“ (1842)
- „Всеобща география за децата“ (1843)
- „Първичка българска граматика“ (1844) – първата ни граматика, написана на народен новобългарски език (преиздадена три пъти като „Първичка българска словница“)
- „Български орел“ (1846 – 1847) – първият български вестник
- „Кратка география математическа, физическа и политическа“ (Букурещ, 1851)
- Различны познания за ученици. Пловдив, 1865.
- „Няколко дена разходка по българските места“ (1868) – първият български пътепис, издаден самостоятелно
- Първият френско-български (1869) и българско-френски речник (1871)
- „Академичен български речник“
- „Упътване за българский език“
- „Чисто-българска наковалня за сладкодумство“ (1879)
- „Цариградски вестник“
- „Журнал за наука, занаяти и търговия“ (Пловдив)
- вестник „Народност“ (Букурещ)
- вестник „Турция“ (Цариград)
- „Книговище за прочитане“ (Пловдив, 1874 – 1875)
- „Селски лекар“ (Пловдив)
- „Животът ми описан от мене“ (1879)
- „Бранилник за българския език и за народна облага“ (1880)